# West Betuwe
West Betuwe es un municipio de la Provincia de Güeldres al medio de los Países Bajos, creado el 1 de enero de 2019 por la fusión de tres antiguos municipios: Geldermalsen, Lingewaal y Neerijnen.

## Galería

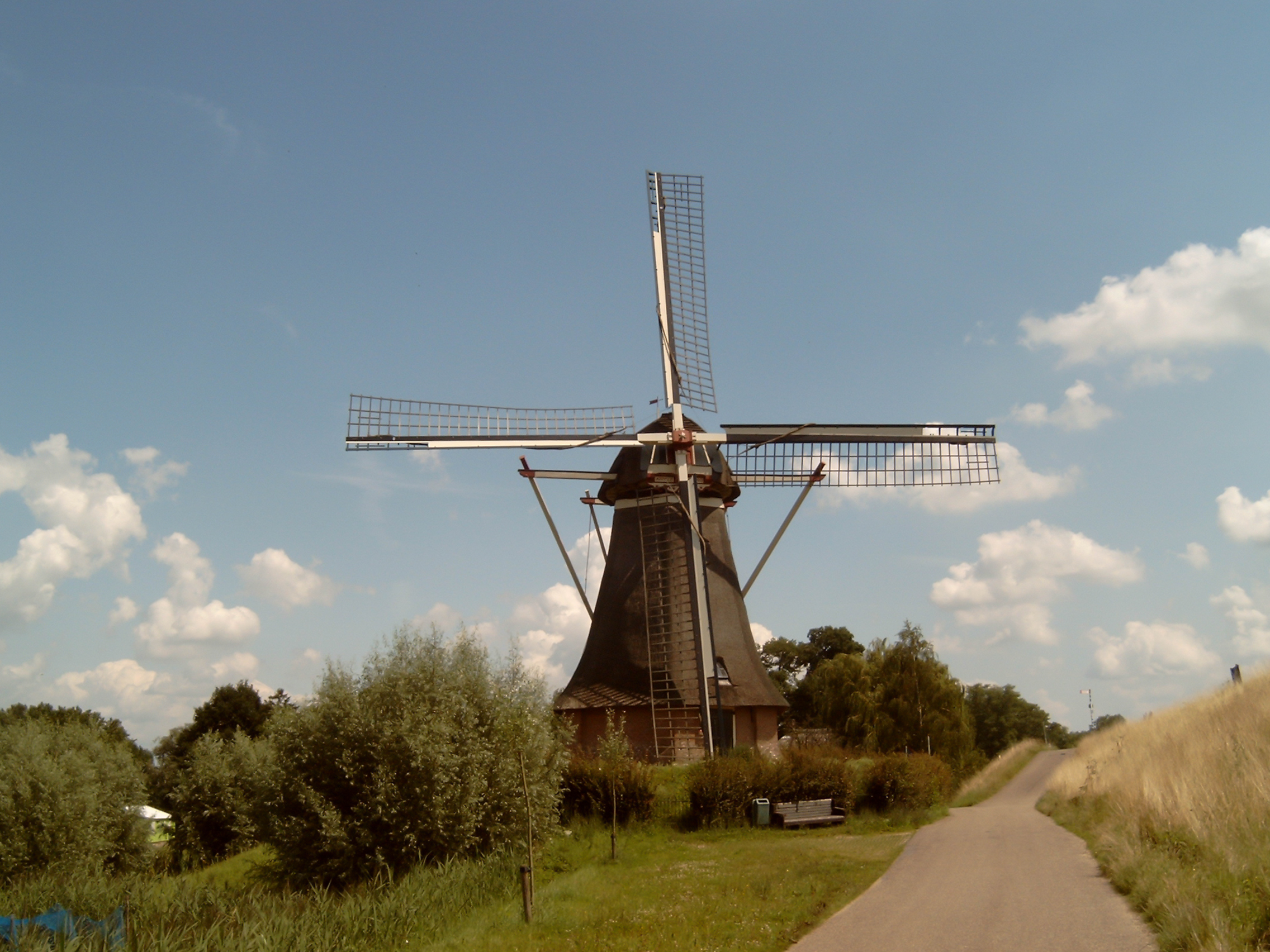
Waardenburg, el molino
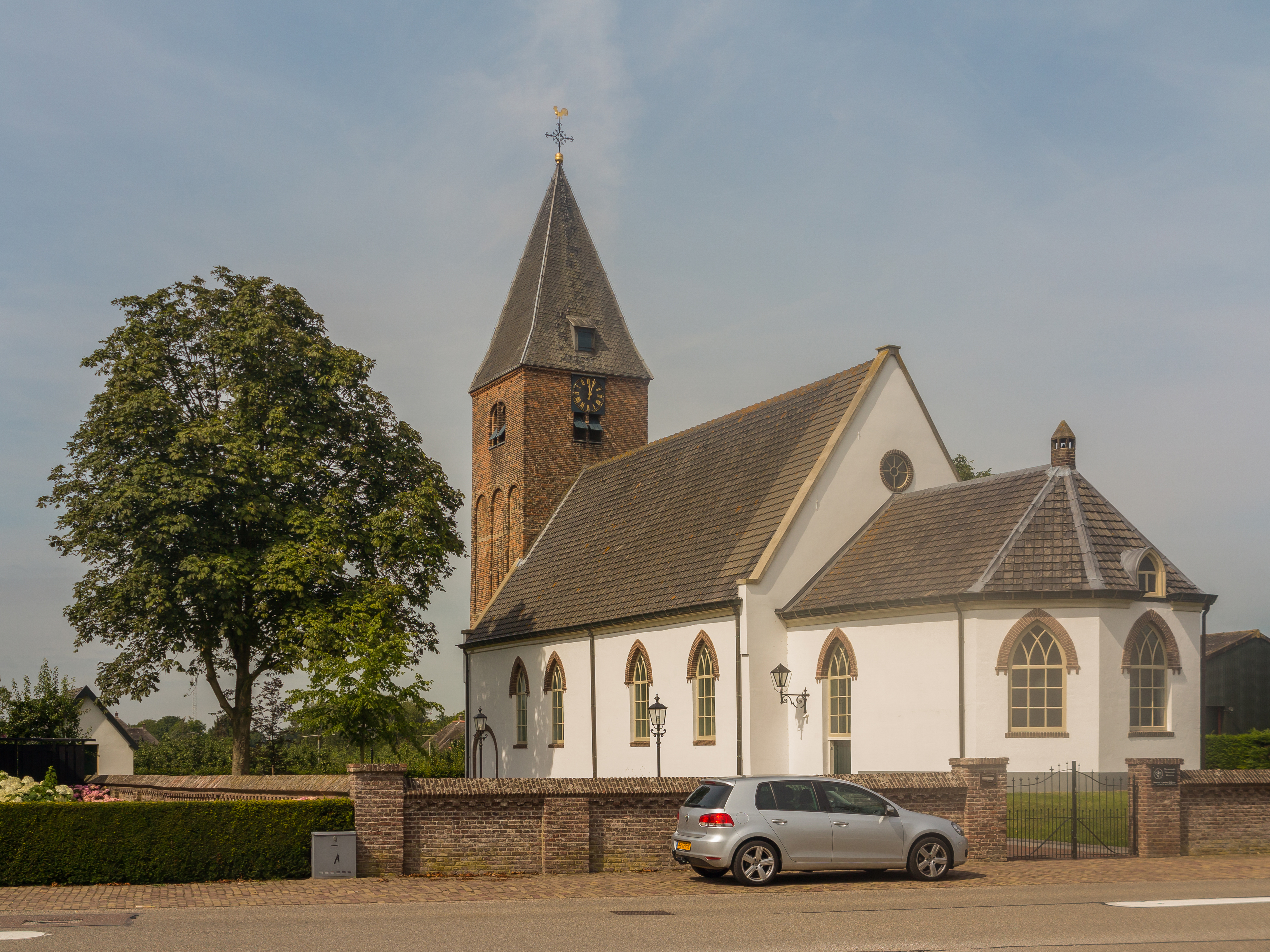
Meteren, la iglesia protestante
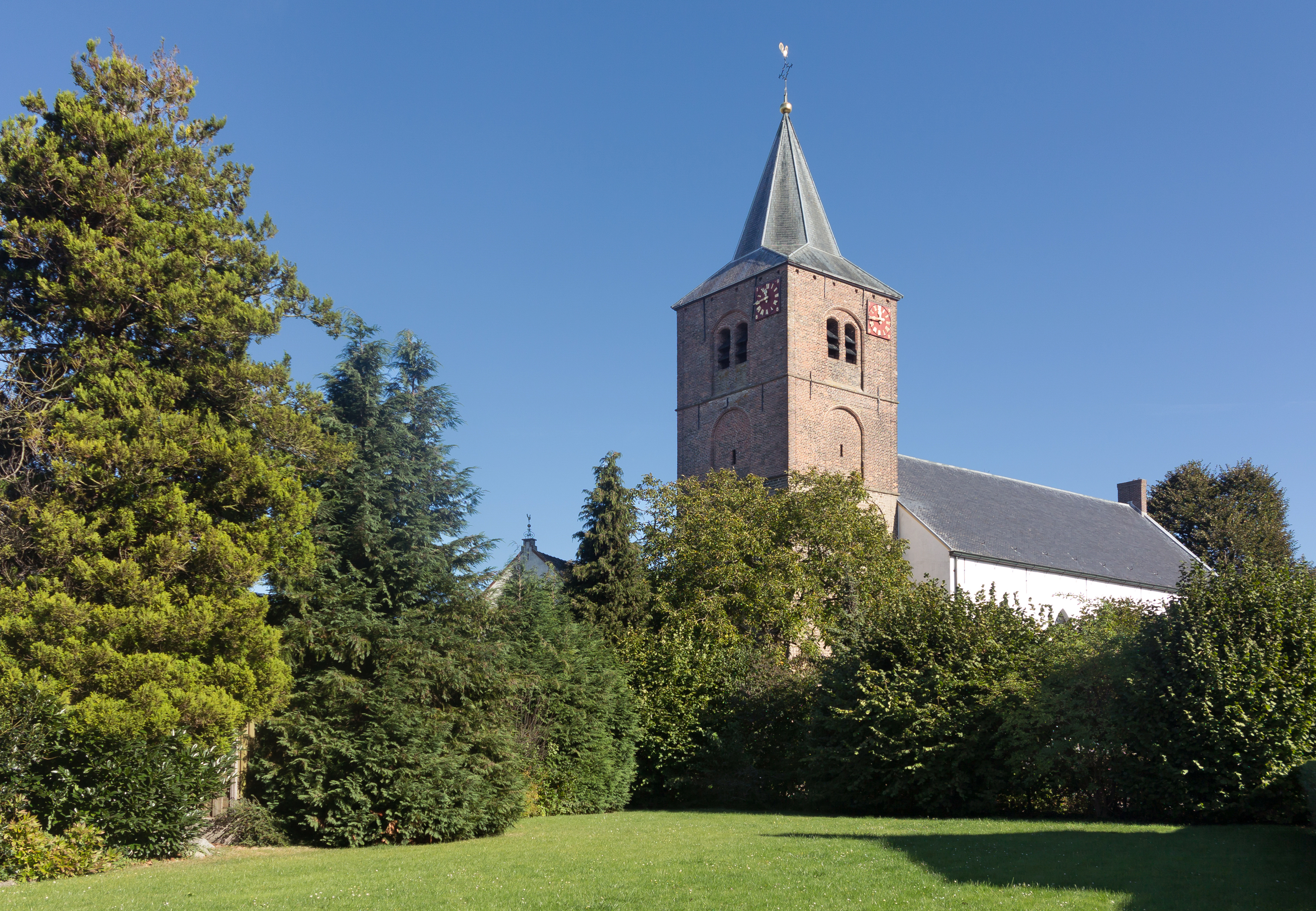
Deil, la iglesia protestante
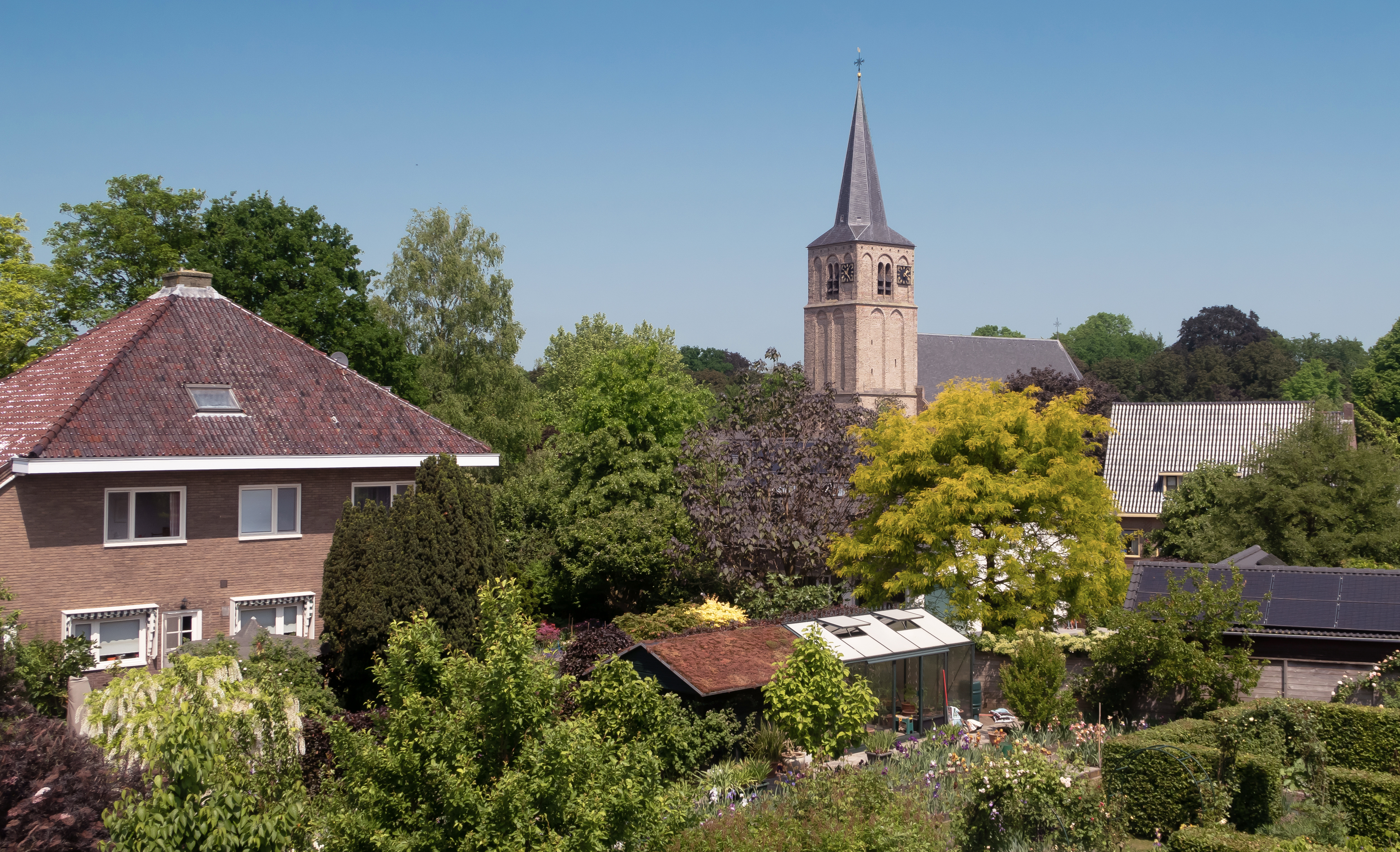
Ophemert, vista del pueblo
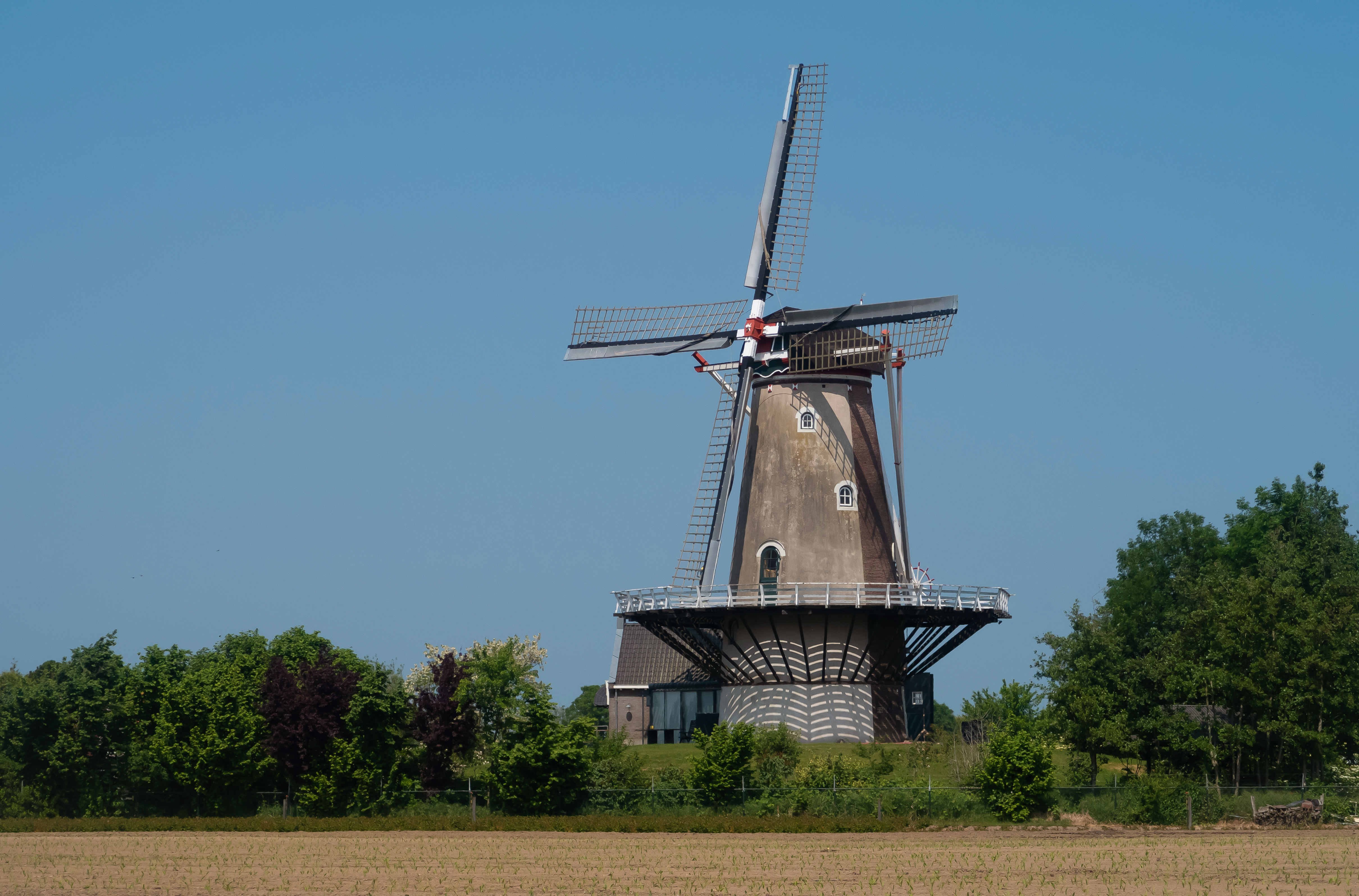
Varik, el molino